# IBM 패러렐 시스플렉스
IBM 패러렐 시스플렉스(IBM Parallel Sysplex)는 컴퓨팅에서 z/OS와 더불어 단일 시스템 이미지로 함께 동작하는 IBM 메인프레임의 컴퓨터 클러스터이다. 재해 복구에 쓰이는 패러렐 시스플렉스는 데이터 공유와 병렬 컴퓨팅을 병합하여 최대 32개의 시스템의 클러스터가 고성능과 고가용성을 위한 워크로드를 공유할 수 있게 한다.

## 시스플렉스
1990년에 IBM 메인프레임 컴퓨터는 시스템스 컴플렉스(Systems Complex), 즉 시스플렉스(Sysplex)의 개념을 MVS/ESA SPV4.1에 도입하였다. 이로써 최대 8개의 LPAR 내에서 인가된 구성 요소들이 XCF 프로토콜을 사용하여 서로 통신 및 협업할 수 있게 한다.

## 패러렐 시스플렉스
패러렐 시스플렉스(Parallel Sysplex)는 고성능 통신을 위한 링크의 짝을 지어주는 커플링 퍼실리티(CF)를 MVS/ESA V5.1 운영 체제 지원과 더불어 도입하였으며, 1994년 4월 메인프레임 모델들에도 포함되었다.

## 같이 보기
- 시스템 z